# Hashira-jima
Hashira-jima (柱島) est une île japonaise au sud de la baie de Hiroshima dans la mer intérieure de Seto, préfecture de Yamaguchi. Située à 26 km au sud d'Iwakuni, elle fait partie des îles Kutsuna au sein du groupe des îles Bōyo.
Le point le plus élevé de l'île est le mont Kinzō. L'activité économique de l'île est constituée de la pêche et de la culture de légumes et d'agrumes. Hashira-jima est connectée au port d'Iwakuni du lundi au samedi par un ferry à grande vitesse.
L'île est surtout connue pour son association à la Seconde Guerre mondiale avec la « zone d'ancrage Hashira-jima » environnante. Situé à 30-40 km au sud de la base navale de Kure dans la préfecture de Hiroshima, les navires de guerre de la Marine impériale japonaise qui n'avaient pas besoin de réparations à quai jetaient l'ancre à Hashira-jima qui servait également d'aire de repos avant le départ de la flotte. C'est également le site de la perte du cuirassé Mutsu, victime d'une explosion interne et qui a coulé là-bas.

## Source de la traduction
- (en) Cet article est partiellement ou en totalité issu de l’article de Wikipédia en anglais intitulé « Hashira Island » (voir la liste des auteurs).